# Мілковецу
Мілковецу (рум. Milcovățu) — село у повіті Джурджу в Румунії. Входить до складу комуни Летка-Ноуе.
Село розташоване на відстані 37 км на південний захід від Бухареста, 46 км на північний захід від Джурджу.

## Населення
За даними перепису населення 2002 року у селі проживали 1470 осіб, з них 1469 осіб (99,9%) румунів. Усі жителі села рідною мовою назвали румунську.